# 69. pehotna divizija (ZDA)
69. pehotna divizija (izvirno angleško 69th Infantry Division) je bila pehotna divizija Kopenske vojske ZDA.